# Numero stella octangulare

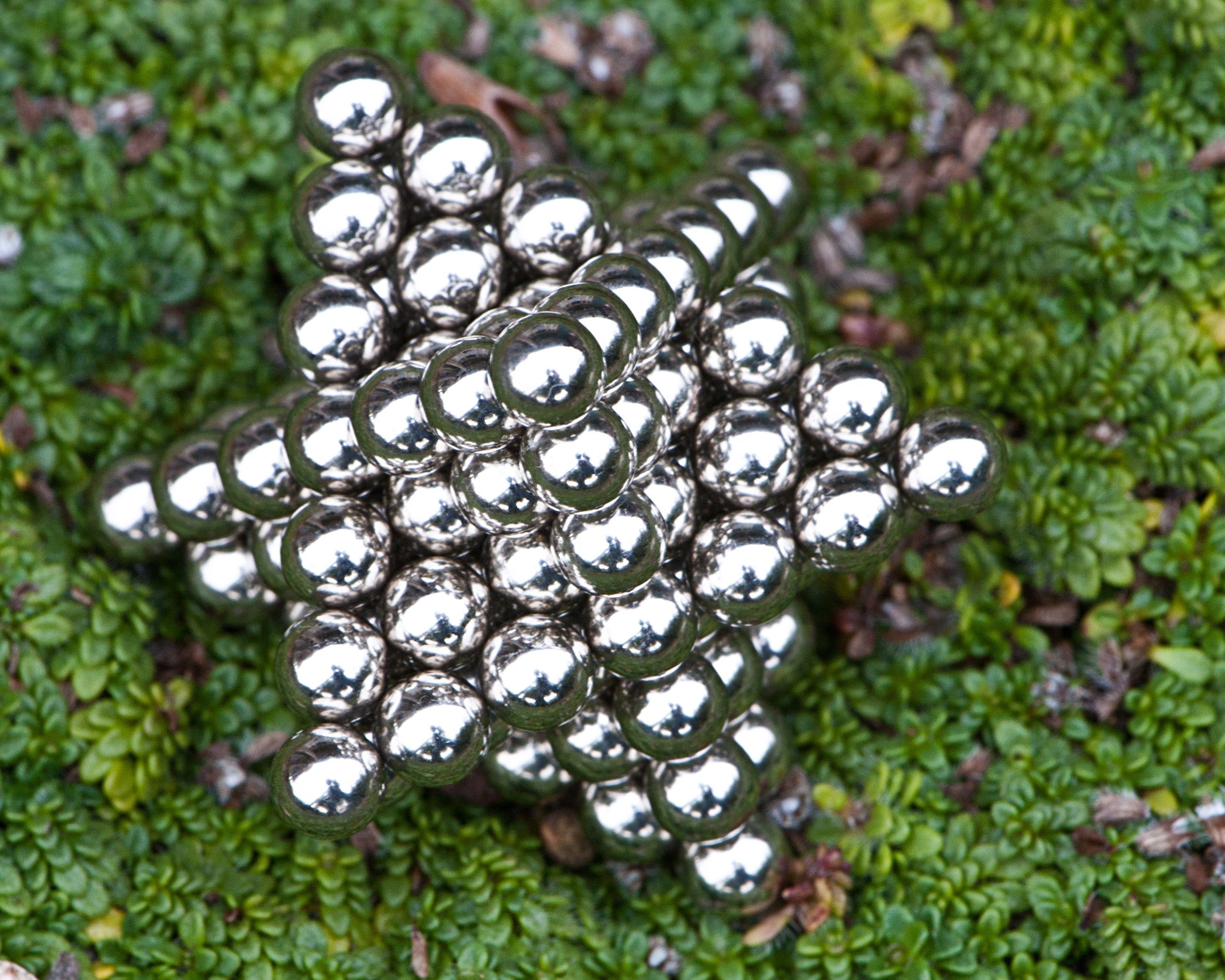
124 palline magnetiche disposte a formare una stella octangula. 124 è un numero stellato octangulare

In teoria dei numeri, un numero stella octangulare è un numero figurato che rappresenta una stella octangula.
La formula per l'{\displaystyle n}-simo numero stella octangulare è:
{\displaystyle n(2n^{2}-1).}
I primi numeri stella octangulari sono: 1, 14, 51, 124, 245, 426, 679, 1016, 1449, 1990, 2651, 3444.

## Proprietà matematiche
L'{\displaystyle n}-esimo numero stella octangulare può essere espresso come la somma dell'{\displaystyle n}-esimo numero ottaedrico e di 8 volte l'{\displaystyle (n-1)}-esimo numero tetraedrico.
Gli unici numeri stella octangulari ad essere anche quadrati perfetti sono 1 e 9653449 (3107²), rispettivamente il 1º e il 169º dei numeri di questa forma. Ciò è stato dimostrato considerando che la curva ellittica che descrive i numeri allo stesso tempo stella octangulari e quadrati,
{\displaystyle m^{2}=n(2n^{2}-1),}
può essere posta nell'equivalente forma di Weierstrass
{\displaystyle x^{2}=y^{3}-2y}
sostituendo {\displaystyle 2m} con {\displaystyle x} e {\displaystyle 2n} con {\displaystyle y}. Dato che {\displaystyle n} e {\displaystyle 2n^{2}-1}, i due fattori di {\displaystyle m^{2}}, sono primi tra loro, devono essere anch'essi quadrati.
Ora, ponendo {\displaystyle X={\frac {m}{\sqrt {n}}}} e {\displaystyle Y={\sqrt {n}}}, si ha
{\displaystyle X^{2}=2Y^{4}-1.}
Un teorema di Siegel afferma che ogni equazione ellittica ha solo un numero finito di soluzioni intere, e nel 1942 il matematico Wilhelm Ljunggren ha pubblicato una complessa dimostrazione del fatto che le due soluzioni note siano le uniche. Per questo, l'ultima equivalenza è anche nota come equazione di Ljunggren Louis J. Mordell congetturò che tale dimostrazione potesse essere semplificata, come in effetti è poi avvenuto per merito di più matematici..